# Xiantiandao
O Xiantiandao (先天道; "Caminho do Céu Primordial"), também  chamado simplesmente Tiandao (天道; "Caminho do Céu") engloba um grupo de religiões de origem chinesa que seguem sua linhagem de volta ao movimento Lótus Branco da China imperial, adaptado ao quadro da religião popular chinesa. Primeiro surgiu na dinastia Yuan como Wugongdao ("Caminho dos Cinco Senhores"), que mais tarde foi renomeado Xiantiandao. 
As religiões Xiantiandao foram consideradas heterotodoxas e suprimimidas em toda a história da China; elas ainda são, em sua maioria, proibidas na China, mas elas prosperam em Taiwan, onde 7,6% da população adere a alguma variedade de Xiantiandao.

## Ensinamentos
A doutrina do Xiantiandao sustenta que a origem do universo é Wusheng Laomu, criadora de todos os seres vivos. Essas crianças se desviou e terminou no mundo terreno onde se esqueceram sua origem divina. A roda da reencarnação começou e o retorno para o Céu já não era possível.
Por esta razão, a mãe enviou uma gama de seres iluminados para trazer seus filhos de volta para o Céu. O Buda Dipankara foi o primeiro resgatador, depois Gautama Buda foi o segundo iluminado. Os restantes seres será salvo pelo Buda do futuro, Maitreya.
As seitas individuais do Xiantiandao se veem como a realização de intenções da mãe, convertendo as pessoas e guiá-los em um caminho de cultivo e reforma que acabará por levá-los de volta para o céu. O cultivo pedido aos membros é dividido em trabalho "interior" e "exterior" (neigong, wàigōng), isto é, de meditação e as boas obras, de modo a acumular méritos e purificar a mente.
Como o foco está em uma divindade primordial superior a todos os outros deuses, seitas do Xiantiandao afirmam representar um caminho (Dao) que transcende, e vem antes, portanto, supera todas as religiões existentes. Por conseguinte, um sincretismo de características é perceptível em alguns grupos, que combina elementos das três principais religiões chinesas, Taoísmo, Budismo e Confucionismo, e também outras religiões como o Cristianismo e o Islamismo.

## Seitas
- I-Kuan Tao
- Tongshanshe
- Movimentos Tiandistas
- Daoyuan
- Cihuitang
- Haizidao
- Zailiism
- Wang Hao-te
- Tendō